# Joseph Schrembs

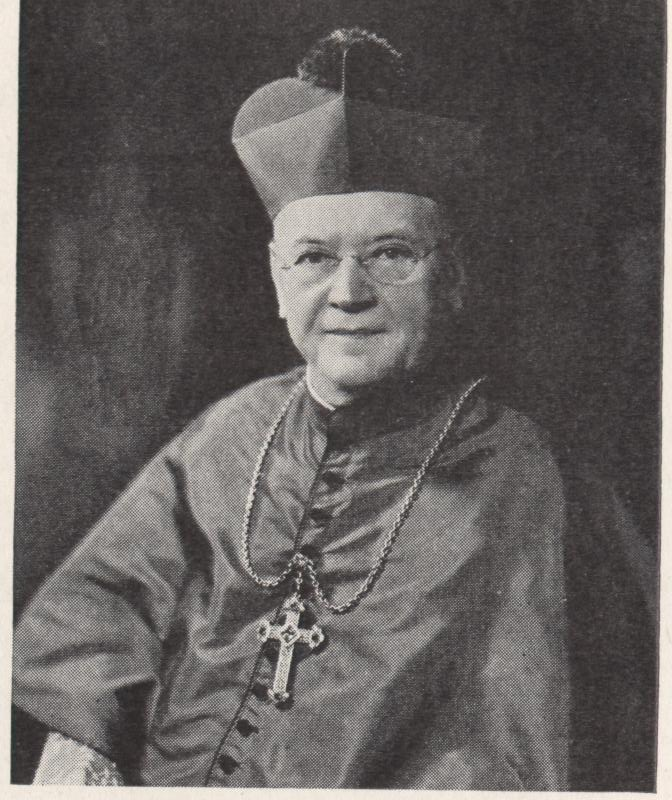
Bischof Joseph Schrembs

Joseph Schrembs (* 12. März 1866 in Wutzlhofen; † 2. November 1945 in Cleveland, Ohio, USA) war ein deutschamerikanischer katholischer Geistlicher und Bischof von Toledo bzw. Cleveland, ab 1939 im persönlichen Rang eines Erzbischofs.

## Leben

### Herkunft und frühes Wirken
Joseph Schrembs wurde als jüngstes von 16 Kindern der Eheleute Georg Schrembs und Maria, geb. Gäß, im Weiler Wutzlhofen geboren, der damals zur Pfarrei St. Mariä Himmelfahrt in Sallern gehörte. Beide Orte sind inzwischen in die Metropole Regensburg eingemeindet.
Dorthin verzog die Familie und Joseph erhielt hier die erste schulische Ausbildung. 1877 emigrierte der Junge in die USA, wo er das College der Benediktinerabtei St. Vincent in Latrobe, Pennsylvanien, besuchte. Dort wirkten bayerische Benediktiner unter Erzabt Bonifaz Wimmer, unter ihnen Joseph Schrembs älterer Bruder, Pater Rudesind Schrembs. Der Bruder hatte auch die Anregung zur Übersiedlung nach Amerika gegeben und der frühere Prior von Latrobe, Pater Rupert Seidenbusch OSB, Apostolischer Vikar von Nord-Minnesota, unterstützte das Anliegen.
Nachdem er seine Collegestudien vollendet hatte, unterrichtete er bis 1884 an der Pfarrschule von St. Martin, Louisville (Kentucky). Der deutsche Bischof von Grand Rapids, Henry Richter, nahm Joseph Schrembs als Seminarist an und sandte ihn ins Große Seminar zu Montréal, in Québec, Kanada. Im März kehrte er in seine Diözese Grand Rapids zurück und empfing am 29. Juni 1889 von Bischof Richter die Priesterweihe.
Danach wirkte Schrembs als Kaplan an St. Mary in Saginaw (Michigan) bis 1895. Dann erhielt er die Ernennung zum Pfarrer von St. Mariä Himmelfahrt in Bay City (Michigan). Bischof Richter vertraute ihm 1900 die Kathedralpfarrei St. Mary in Grand Rapids an, 1903 berief er ihn zum Generalvikar, 1906 erhob ihn Papst Pius X. zum Päpstlichen Hausprälaten und Monsignore.

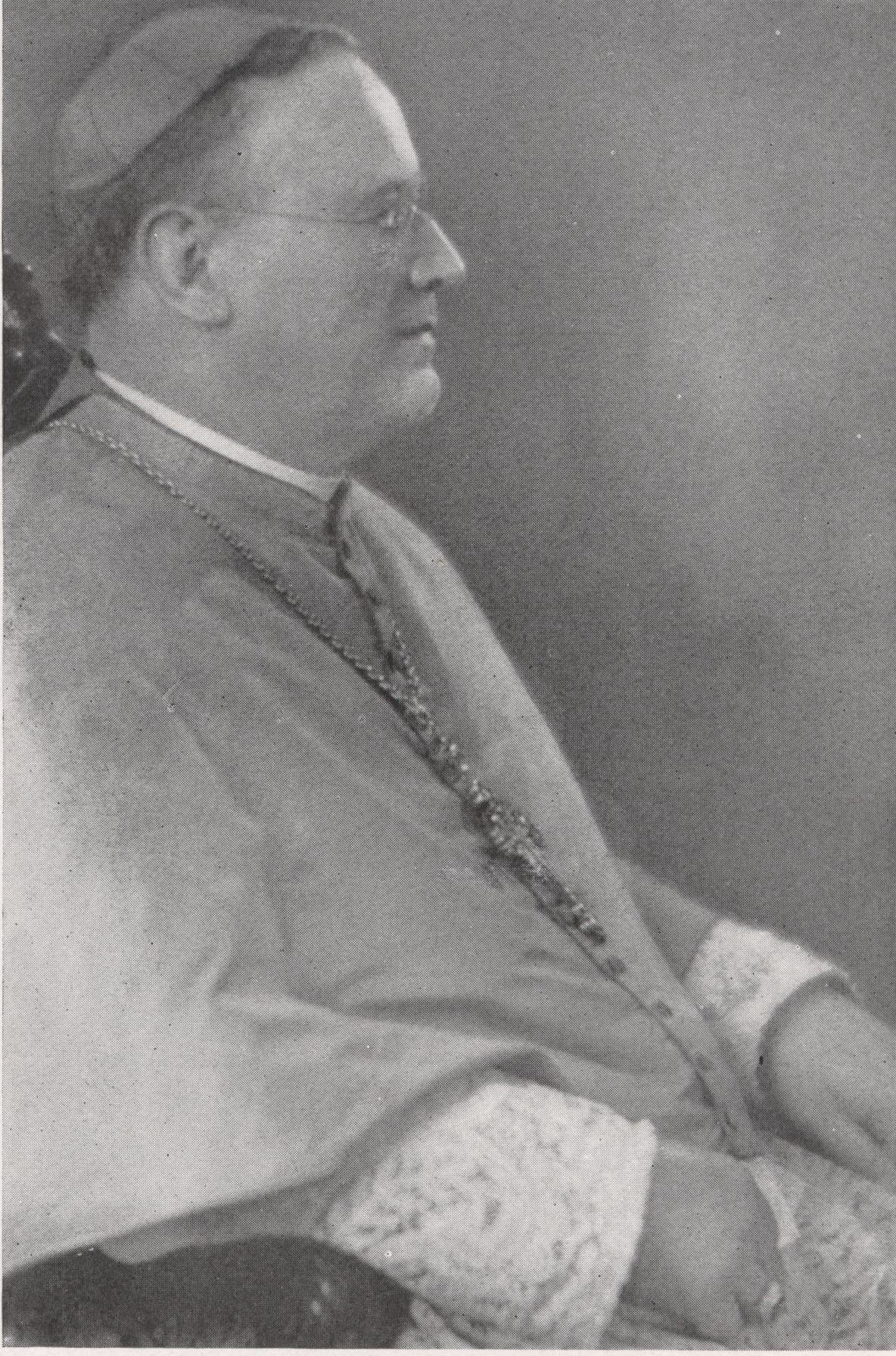
Bischof Joseph Schrembs, 1926

### Bischof und Erzbischof
Am 13. Januar 1911 ernannte Papst Pius X. Schrembs zum Weihbischof in Grand Rapids und Titularbischof von Sophene. Bischof Henry Richter spendete ihm am 22. Februar desselben Jahres die Bischofsweihe unter Assistenz der Mitkonsekratoren Camillus Paul Maes, Bischof von Covington, und John Samuel Foley, Bischof von Detroit.
Schon am 11. August des gleichen Jahres bestellte Papst Pius X. Schrembs zum ersten Oberhirten der neu gegründeten Diözese Toledo. Hier wirkte er 10 Jahre, bis er am 16. Juni 1921 zum Bischof von Cleveland mit Sitz in der kulturell stark deutsch dominierten Stadt Cleveland ernannt wurde. Kardinal Michael von Faulhaber besuchte ihn dort bei seinem USA-Aufenthalt 1923 und nennt ihn im Reisebericht „den treuen Freund seiner Heimat“ (Faulhaber: Meine Caritasreise nach Amerika). In der Tat kam Joseph Schrembs öfter zu Besuchsaufenthalten in sein Vaterland; belegt sind u. a. Kuraufenthalte im Haus der Mallersdorfer Schwestern in Bad Wörishofen und Visiten bei der stigmatisierten Therese Neumann in Konnersreuth. 1925 hielt sich der deutsch-amerikanische Oberhirte anlässlich des Hl. Jahres in Rom auf und erhielt für die Kathedrale seiner Diözese die Reliquien einer in den Katakomben entdeckten, römischen Märtyrerin, der Hl. Christine. Sie wurde zur Diözesanpatronin von Cleveland. 1926 nahm er am XXVIII. Internationalen Eucharistischen Kongress in Chicago teil. Dabei präsidierte er u. a. eine Großveranstaltung der deutschsprachigen Sektion des Kongresses am 20. Juni, auf der Kardinal Michael von Faulhaber, Bischof Wilhelm Berning von Osnabrück, der österreichische Bundeskanzler Prälat Ignaz Seipel und Caritasdirektor Benedikt Kreutz aus Freiburg im Breisgau Ansprachen hielten (Deutschsprachige Festschrift, 1926, Seite 46/47). Bischof Schrembs unterstützte nachhaltig die beabsichtigte Seligsprechung der Indianerin Kateri Tekakwitha, die jedoch erst 1980 erfolgte. Bekannt ist auch seine schroffe Wertung der amerikanischen Prohibition als „Akt des Fanatismus“, die sicherlich auf seine bayerische Abstammung zurückzuführen ist.
Als der amerikanische Physiker Charles Francis Brush die Geburtenkontrolle eine „Bereicherung der menschlichen Wissenschaft“ nannte, verurteilte Joseph Schrembs diese Ansichten mit der Erwiderung: „Früher sprachen wir von den Menschen als der besonderen Kreatur, aber gemäß dieser Auffassung sind sie nicht anders einzuordnen, wie die Zuchttiere auf einer Farm… Nach dieser Einschätzung hätte ich als jüngstes von 16 Kindern wohl kein Recht gehabt, überhaupt geboren zu werden und doch sage ich, Gott segne meine Mutter für jedes von uns!“
Am 25. März 1939 zeichnete Papst Pius XII. den Prälaten Joseph Schrembs mit dem persönlichen Titel eines Erzbischofs aus. 1942 wurde Edward Francis Hoban sein Koadjutorbischof, der ihm nach seinem Tode als Bischof von Cleveland im Amt nachfolgte.